# Alaksiej Ihnaszou
Alaksiej Ihnaszou (białorus. Аляксей Ігнашоў, ros. Алексей Игнашов, Aleksiej Ignaszow; ur. 18 stycznia 1978) – białoruski kickbokser, zawodnik K-1, czterokrotny mistrz świata muay thai. Jest znany z eleganckiego, technicznego stylu walki oraz nokautujących ciosów kolanami.

## Życiorys

### Muay Thai
Jest uznawany za jednego z najlepszych przedstawicieli białoruskiej szkoły muay thai. Jest wychowankiem renomowanego mińskiego klubu Chinuk Gym. W 1998 roku został mistrzem Europy organizacji WPKL. W latach 1999–2000 zdobył cztery tytuły mistrza świata ISKA i WMC.

### K-1
W 2000 roku wygrał preliminaryjny turniej K-1 w Mińsku, kończąc wszystkie walki przez nokaut. Sukces ten zaowocował zaproszeniem do udziału w turnieju w Nagoi, który był eliminacją do Finału K-1 World GP 2001 w Tokio. Ignaszow wygrał wszystkie swoje walki, zdobywając nominację.
W ćwierćfinale finałowego World GP znokautował ciosem kolanem Duńczyka Nicholasa Pettasa. W półfinale uległ jednak mistrzowi świata karate Kyokushin, Francisco Filho. Mimo porażki, Białorusin zdobył znaczną popularność, stając się czołowym kickbokserem świata młodego pokolenia. W ciągu następnych dwóch lat pokonał m.in. Cyrila Abidi, Petera Aertsa oraz Mike’a Bernardo.
Zwycięstwo nad Bernardo dało Ignaszowowi miejsce w Finale K-1 World GP 2003. Wielu ekspertów upatrywało w Białorusinie faworyta turnieju i nowego mistrza K-1. Nie spełnił on jednak pokładanych w nim nadziei i odpadł już w pierwszej, ćwierćfinałowej walce z Aertsem.
Następny rok był wyjątkowo pracowity dla Białorusina, gdyż walczył nie tylko w K-1, ale również dla organizacji Hero’s (na zasadach MMA) oraz It’s Showtime. Na gali tej ostatniej znokautował późniejszego czterokrotnego mistrza K-1 Semmy’ego Schilta.
Rok 2005 to pasmo niepowodzeń Ignaszowa. Cztery porażki z rzędu (z Remy Bonjaskym oraz niżej notowanymi Bjornem Bregym, Peterem Grahamem i Noboru Uchidą) oraz kontuzja kolana i problemy z nadwagą sprawiły, że wypadł z czołówki K-1.
W 2008 roku podpisał kontrakt na walki w cyklu KO World Series, ale zdążył stoczyć tylko jeden (przegrany) pojedynek zanim organizacja ta zbankrutowała. Następnie walczył bez znaczących sukcesów dla mniejszych organizacji. Do K-1 powrócił w kwietniu 2010 roku, gdy na gali w Jokohamie stoczył przegrany pojedynek z Badrem Hari. Miesiąc później wziął udział w roli jednego z faworytów w GP Wschodniej Europy w Bukareszcie, będącej eliminacją do Finału K-1 WGP. Wygrał dwa pierwsze pojedynki, jednak odnowiona kontuzja kolana zmusiła go do wycofania się z walki finałowej.